# Comércio e desenvolvimento
O comércio pode ser um fator chave no desenvolvimento econômico. O uso prudente do comércio pode impulsionar o desenvolvimento de um país e gerar ganhos absolutos para os parceiros comerciais envolvidos. O comércio tem sido apontado como uma ferramenta importante no caminho para o desenvolvimento por economistas proeminentes. No entanto, o comércio pode não ser uma solução universal para o desenvolvimento, pois questões importantes sobre como o livre comércio realmente é e o comércio prejudicial podem fazer com que as indústrias domésticas nascentes entrem em jogo.

## Visão geral
O consenso atual é que o comércio, o desenvolvimento e a redução da pobreza estão intimamente ligados. O crescimento econômico sustentado por períodos mais longos está associado à redução da pobreza , enquanto o comércio e o crescimento estão ligados. Os países que se desenvolvem invariavelmente aumentam sua integração com a economia global, enquanto o crescimento liderado pelas exportações tem sido reconhecido com um fator relevante para o desenvolvimento. Continentes, países e setores que não se desenvolveram e continuam muito pobres têm vantagem comparativa em três áreas principais:
- exploração de recursos naturais, ou seja, esgotamento do capital natural, como madeira da floresta tropical
- fabricação intensiva em mão-de-obra de baixa escolaridade, devido a altas densidades populacionais e pouca terra adequada por pessoa;
- agricultura, devido a baixas densidades populacionais e áreas relativamente grandes de terra adequada por pessoa.[2]

Para a redução da pobreza, os dois últimos objetivos descritos, pelo menos, são fundamentais, para a mão-de-obra, ajudando a garantir que o crescimento nesses setores reduza a pobreza. No entanto, o baixo valor agregado, a instabilidade de preços e a sustentabilidade nesses setores de commodities significam que eles devem ser usados apenas temporariamente e como trampolins no caminho para o desenvolvimento econômico.

## Agricultura
Em muitos países em desenvolvimento, a agricultura emprega uma grande proporção da força de trabalho, enquanto o consumo de alimentos responde por uma grande parcela da renda familiar. A Conferência das Nações Unidas sobre Comércio e Desenvolvimento (UNCTAD) observa que isso significa que mesmo pequenas mudanças nas oportunidades de emprego agrícola, ou preços, podem ter grandes efeitos socioeconômicos nos países em desenvolvimento. Assim, qualquer que seja a estratégia de desenvolvimento que um determinado país adote, o papel da agricultura será muitas vezes crucial. Em 1994, o setor agrícola empregava mais de 70% da força de trabalho em países de baixa renda, 30% em países de renda média e apenas 4% em países de alta renda.
Em países pobres com baixa densidade populacional e área de terra adequada suficiente, que inclui a maioria dos países da África e da América Latina, a agricultura é fundamental para a economia. Em regiões pobres e áreas rurais dentro de países em desenvolvimento de renda média, a concentração da pobreza em áreas rurais de países em desenvolvimento de outra forma em melhor situação torna o desenvolvimento da agricultura vital lá. Finalmente, nos Países em Desenvolvimento Importadores de Alimentos, há um vínculo positivo entre o crescimento das exportações agrícolas e o aumento da produção local de alimentos, o que torna o desenvolvimento agrícola ainda mais importante, já que a segurança alimentar e a estabilidade financeira do governo também são importantes. em jogo. No Vietnã na década de 1990, aumentos na produção e exportação de café de 15% ao ano contribuíram para um aumento de quase 50% na produção de alimentos no mesmo período. Como o PIB agrícola cresceu 4,6% ao ano, a pobreza rural caiu de 66% em 1993 para 45% em 1998.
Estimam-se perdas anuais de bem-estar da ordem de US$ 19,8 bilhões para os países em desenvolvimento decorrentes de tarifas agrícolas – mesmo após as reformas da Rodada Uruguai. Isso é três vezes maior do que a a perda das restrições de importação da OCDE para têxteis e roupas. Uma combinação de melhor acesso ao mercado, reformas internas e ajuda externa para aumentar a capacidade dos países em desenvolvimento de aproveitá-lo poderia ter um impacto significativo na redução da pobreza e ajudar a atingir as Metas de Desenvolvimento do Milênio.
Os maiores beneficiários da liberalização agrícola seriam os próprios países da OCDE: perdas de bem-estar de US$ 62,9 bilhões por ano são estimadas como resultado das políticas distorcidas. O objetivo tradicional do subsídio agrícola da OCDE (apoiar pequenos agricultores) também não é alcançado por esse sistema de maneira que possa ser caracterizada como eficiente: a maior parte da renda do apoio ao produtor vai para os agricultores em melhor situação, com os 40% mais pobres recebendo apenas 8% do apoio gasto.

## Acesso aos mercados

### Acesso ao mercado para países desenvolvidos
A questão do acesso ao mercado para países de alta renda é espinhosa, mas crucial. As questões dividem-se em três grupos principais: primeiro, as relativas às barreiras ao comércio impostas deliberadamente, tais como tarifas, quotas e escalas tarifárias. Em segundo lugar, as barreiras ao comércio resultantes do apoio interno e externo aos produtores, principalmente na forma de subsídios , mas também incluindo, por exemplo, créditos à exportação. Em terceiro lugar, as relativas a barreiras indiretas ao comércio resultantes da falta de capacidade institucional dos países em desenvolvimento para se engajar na economia global e em instituições multilaterais (por exemplo, a Organização Mundial do Comércio ) em termos de igualdade com outras nações.

#### Barreiras ao comércio
- Altas tarifas são impostas à agricultura: em países de alta renda, a tarifa média da agricultura é quase o dobro da tarifa dos produtos manufaturados. E mais de um terço das linhas tarifárias agrícolas da União Européia, por exemplo, tem taxas acima de 15% . Os picos tarifários na agricultura ocorrem com mais frequência em produtos processados e commodities de clima temperado, em vez das principais culturas de exportação dos países menos desenvolvidos (frutas e vegetais não processados e commodities tropicais). No entanto, muitos países em desenvolvimento em zonas temperadas têm o potencial de competir como produtores de commodities de baixo custo. Assim, a liberalização poderia abrir novas possibilidades de desenvolvimento por meio do comércio.[5]
- Um forte aumento de tarifas é normalmente imposta a produtos agrícolas e alimentícios por países de alta renda. Isso desencoraja fortemente o desenvolvimento de exportações de alto valor agregado e dificulta a diversificação em particular, bem como o desenvolvimento em geral. Nos países ricos, arifas sobre produtos agrícolas aumentam acentuadamente, especialmente na União Europeia e no Japão. O chamado Aumento tarifário é a imposição de tarifas de importação mais altas sobre produtos processados do que as tarifas aplicadas a ingredientes não processados.[5]
- Tarifas complexas tornam mais difícil para exportadores de países em desenvolvimento acessar mercados de países industrializados devido às desvantagens que os países em desenvolvimento enfrentam no acesso e em sua capacidade de processar informações. As tarifas e as variáveis incidentes sobre os preços não são apenas distorcidos, mas muitas vezes pouco claros, sujeitos a mudanças, sazonalmente e difíceis de entendidos.[5]
- As cotas tarifárias, introduzidas pela Rodada Uruguai com o objetivo de garantir um nível mínimo de acesso ao mercado, tiveram um desempenho ruim. As taxas médias de preenchimento têm sido baixas e em declínio, de 67% em 1995 para 63% em 1998, com cerca de um quarto das cotas tarifárias preenchidas para menos de 20%. A baixa taxa de preenchimento pode refletir altas taxas dentro da cota.[5]

#### Apoio aos produtores
- O apoio aos produtores agrícolas continua considerável, cerca de cinco vezes o nível da assistência internacional ao desenvolvimento - US$ 245 bilhões em 2000. O apoio total à agricultura, conforme definido pela OCDE, chega a US$ 327 bilhões - 1,3% do PIB dos países da OCDE. Em certa medida, estes podem ser justificados por argumentos de “multifuncionalidade”, mas continua a ser uma prioridade encontrar meios de apoio que satisfaçam eficazmente os objetivos primordiais sem as consequências negativas para o desenvolvimento e para o ambiente que se verificaram no passado.[6]
- O despejo de excedentes de produção indesejados no mercado mundial por meio de subsídios à exportação reduziu os preços de muitos produtos agrícolas de clima temperado, sendo os excedentes de trigo exportáveis da União Europeia um excelente exemplo. Apesar de várias reformas da Política Agrícola Comum , o apoio doméstico ao trigo - conforme medido pelas estimativas de apoio ao produtor da OCDE - caiu apenas marginalmente de uma média de 52% das receitas agrícolas brutas em 1986-88, para cerca de 48% em 1998-2000.[6] A Rodada do Uruguai tem sido relativamente malsucedida em disciplinar os subsídios à exportação, com a proporção de exportações subsidiadas nas exportações totais aumentando em muitos produtos de interesse de exportação para os países em desenvolvimento: por exemplo, para o trigo, de 7% em 1995 para 25% em 1998. O custo para o país em desenvolvimento a produção e as exportações são consideráveis e apenas parcialmente compensadas pelos preços mais baixos dos alimentos disponíveis para os consumidores de NFIDC . Essa forma de transferência dos contribuintes dos países de alta renda para os consumidores de baixa renda é, de qualquer forma, bastante ineficiente, e os preços mais baixos podem prejudicar a produção para consumo local mesmo nos NFIDC (Países em Desenvolvimento Menos Desenvolvidos e Importadores Líquidos de Alimentos). A reforma agrícola como um todo, incluindo a remoção dos subsídios à exportação, resultaria apenas em aumentos de preços bastante pequenos para os consumidores dos países em desenvolvimento.[6]
- A natureza anticíclica do apoio ao produtor também é prejudicial aos produtores dos países em desenvolvimento. Agricultores de alta renda estão isolados das mudanças nos preços mundiais, tornando a produção menos responsiva às oscilações da demanda. Como resultado, os preços mundiais das commodities são mais voláteis e o ônus do ajuste recai desproporcionalmente sobre os produtores dos países em desenvolvimento.[6]

#### Falta de capacidade
Isso inclui barreiras não tarifárias, como regulamentos e padrões alimentares, que os países em desenvolvimento muitas vezes não estão (ou não estão efetivamente) envolvidos no estabelecimento e que podem ser deliberadamente usados para reduzir a concorrência dos países em desenvolvimento. De qualquer forma, a falta de capacidade para cumprir a regulamentação e garantir o cumprimento das normas constitui uma barreira ao comércio e deve ser enfrentada com o aumento dessa capacidade.
Pesquisadores do Instituto Overseas Development identificaram muitos problemas relacionados à capacidade que as economias em desenvolvimento enfrentam além das barreiras tarifárias: 
1. Os comerciantes e potenciais comerciantes devem saber sobre um acordo e seus detalhes, no entanto, os interesses e habilidades dos bons produtores residem na produção e não nas regras legais, apenas as maiores empresas podem contratar consultores de políticas;
2. Mercados e fornecedores devem compartilhar informações - associações de produtores, organizações industriais e câmaras de comércio trocam informações entre seus membros e essa troca de informações deve ocorrer além-fronteiras (como visto entre Brasil e Argentina após o Mercosul);
3. Um acordo bem-sucedido deve ser flexível e os governos precisam aceitar que ele precisará evoluir;
4. Os acordos comerciais devem gerar reformas relevantes em áreas como a documentação aduaneira, mas também mais fundamentalmente no relaxamento das regras para o transporte transfronteiriço;
5. Vender para novos mercados requer financiamento adequado;
6. Infraestrutura ruim ou errada pode restringir o comércio;
7. Os governos podem apoiar produtores ou comerciantes de outras maneiras;[7]

Os benefícios dos acordos comerciais para os países em desenvolvimento não são automáticos, especialmente para as os paísees de renda média e que já exportam ou não, pois os custos de entrada em um novo mercado são maiores para elas do que para as grandes empresas, quando comparado com sua receita potencial.

### Acesso ao mercado para países em desenvolvimento
- As tarifas médias aplicadas na agricultura são mais altas nos países em desenvolvimento (embora a maioria das taxas muito altas, acima de 100%, sejam encontradas nos países desenvolvidos). Com uma parcela crescente das exportações agrícolas direcionadas a outros países em desenvolvimento, os altos níveis de proteção tarifária no Sul podem impedir as perspectivas de crescimento impulsionado pelas exportações. Isso pode ser particularmente verdadeiro para as oportunidades de exportação de países de baixa renda, que aumentaram a participação no mercado de exportação na agricultura.[8]
- O "regionalismo aberto" tem o potencial de estimular o comércio global e melhorar a eficiência dos produtores regionais. Mas os arranjos regionais também podem se tornar um veículo de proteção, desvio de comércio e ineficiência não intencional. Acordos em particular entre países em desenvolvimento mais ricos e mais pobres correm o risco de gerar perdas comerciais para os mais pobres quando suas importações são desviadas para os membros mais ricos cujas empresas não são competitivas internacionalmente. No entanto, onde os arranjos regionais levam à redução de barreiras não tarifárias, a criação de comércio é provável, e os benefícios dinâmicos da integração regional efetiva em termos de melhor governança e estabilidade regional provavelmente superam as preocupações de desvio. O Banco Mundial sugere que as principais condições para se beneficiar da expansão do comércio e do investimento incluem a redução das barreiras comerciais externas comuns, o estímulo à concorrência, a redução dos custos de transação e o reforço de políticas não discriminatórias de investimento e serviços. As maiores diferenças estruturais entre as economias do Norte e do Sul significam que os arranjos Norte-Sul representam a maior promessa de convergência econômica e criação de comércio, inclusive em produtos agrícolas, sublinhando a importância dos vínculos entre Arranjos de países do Hemisfério Sul e as economias do norte.[8]
- Liberalização comercial. Segundo o Banco Mundial, a maioria das análises sugere que a redução unilateral das barreiras econômicas e tarifárias pode produzir os maiores e mais rápidos ganhos.  Alguns países, como Chile, China e Costa Rica, empreenderam reformas de política interna. No entanto, é preciso cautela, pois, como mostra o caso do Haiti, a liberalização quando as instituições e a economia não são fortes o suficiente para enfrentar riscos e oportunidades pode ser prejudicial. E embora as reformas possam ser benéficas a longo prazo, por exemplo, reduzindo as possibilidades de corrupção alfandegária, no curto prazo, eles criam vencedores e perdedores. Consumidores de baixa renda, trabalhadores não qualificados em indústrias protegidas e produtores anteriormente protegidos podem sofrer no período de transição, à medida que a economia se adapta às mudanças nas estruturas de incentivos. Redes de segurança temporárias podem ajudar a amortecer o golpe e garantir que o crescimento liderado pelo comércio seja favorável aos pobres. Assistência específica para cobrir os custos de adaptação – por exemplo, mudança para uma cultura diferente – pode ser apropriada.[8]

## O acesso ao mercado é vital, mas não é suficiente
É importante reconhecer que os problemas enfrentados pelos países de renda média e pelos países em desenvolvimento de renda média diferem significativamente. Para os países de renda média, a questão principal é o acesso ao mercado. Muitos dos pobres do mundo vivem nesses países e, portanto, o acesso ao mercado por si só pode ter efeitos significativos na redução da pobreza nesses países. No entanto, para os países menos desenvolvidos, o principal problema não é o acesso a mercados, mas a falta de capacidade de produção para alcançar novas oportunidades comerciais. Isso é reconhecido pelo parágrafo 42 da Agenda de Desenvolvimento de Doha:
Reconhecemos que a integração dos países de renda média no sistema multilateral de comércio requer acesso significativo ao mercado, apoio para a diversificação de sua produção e base de exportação e assistência técnica relacionada ao comércio e capacitação.
Assim, embora o maior desenvolvimento dos países de renda média e, em particular, o combate à pobreza rural nesses países possa ser alcançado principalmente por meio de um maior acesso ao mercado agrícola, os países de baixa renda precisam de ajuda adicional, não apenas para aproveitar as vantagens de novos oportunidades, mas para ser capaz de se adaptar às mudanças nas condições devido à perda de preferências. Essa ajuda adicional deve assumir três formas principais: apoio à produção agrícola dos países em desenvolvimento; apoio à participação no comércio; e apoio a boas políticas e boa governança.

### Apoio à produção agrícola
- Apoio à modernização e desenvolvimento agrícola – investimento na capacidade produtiva na agricultura e processamento de alimentos.[10]
- Apoio a instituições de desenvolvimento relacionadas à agricultura que não distorcem o comércio, por exemplo, pesquisa; por exemplo, gestão de risco de flutuações de preços de produtos agrícolas; por exemplo, diversificação.[10]

### Apoio à participação no comércio e na economia global
Casos como o da liberalização do Haiti pós-1986 mostram que as oportunidades assim criadas não serão aproveitadas se as políticas macroeconômicas, as instituições e o clima de investimento não forem favoráveis. Isso inclui:
- infraestrutura relacionada ao comércio: o custo de exportação deve ser baixo o suficiente para garantir a competitividade em mercados agrícolas de alto valor em rápida expansão, onde a concorrência é acirrada – como frutas e vegetais.
- Também inclui questões relacionadas que fazem parte do clima geral de investimento, mas podem ser particularmente importantes para as exportações, como um setor financeiro fraco. Aqui, o financiamento à exportação “é muitas vezes uma grande restrição que inibe as exportações em muitos países de baixa renda”.
- Outras questões são mais específicas para as exportações: os países em desenvolvimento e seus exportadores podem ter dificuldade tanto na implementação quanto na demonstração de conformidade com padrões internacionais de produtos e outros acordos multilaterais. Os países em desenvolvimento de baixa renda precisam de assistência técnica e financeira nessa área.
- A assistência técnica para negociações também é necessária para promover os interesses dos países em desenvolvimento nas arenas multilaterais e bilaterais e garantir o sucesso de futuras negociações e acordos.
- O marketing de exportação também é um desafio para os países de baixa renda: marcas de produtos e países precisam ser construídas e questões de qualidade atendidas.[11]

Dada a importância da agricultura para a redução da pobreza, são necessárias políticas adicionais e capacidade institucional para garantir uma resposta de oferta eficaz aos incentivos de mercado fornecidos por um melhor acesso ao mercado. A infraestrutura rural é particularmente importante para permitir as exportações agrícolas nos países em desenvolvimento.
Crédito suficiente em condições competitivas é importante para o investimento do setor privado em armazenamento, transporte e comercialização de produtos agrícolas. O investimento em habilidades e educação nas áreas rurais é necessário para aumentar a produtividade agrícola. As reformas da política comercial devem abordar qualquer viés antiexportação remanescente. Políticas fundiárias eficientes e instituições de posse da terra são necessárias para garantir o funcionamento dos mercados de terras, direitos de propriedade e estruturas agrícolas eficientes.

## Negociações da Organização Mundial do Comércio
A mais recente rodada de negociações da Organização Mundial do Comércio (a Rodada de "Desenvolvimento" de Doha ) foi promovida como sendo dirigida aos interesses dos países em desenvolvimento , abordando questões de protecionismo dos países desenvolvidos . A introdução das questões (relacionadas a investimentos) de Cingapura, juntamente com a falta de concessões suficientes aos interesses dos países em desenvolvimento, colocou em dúvida o sucesso das negociações.